# Работа на высоте

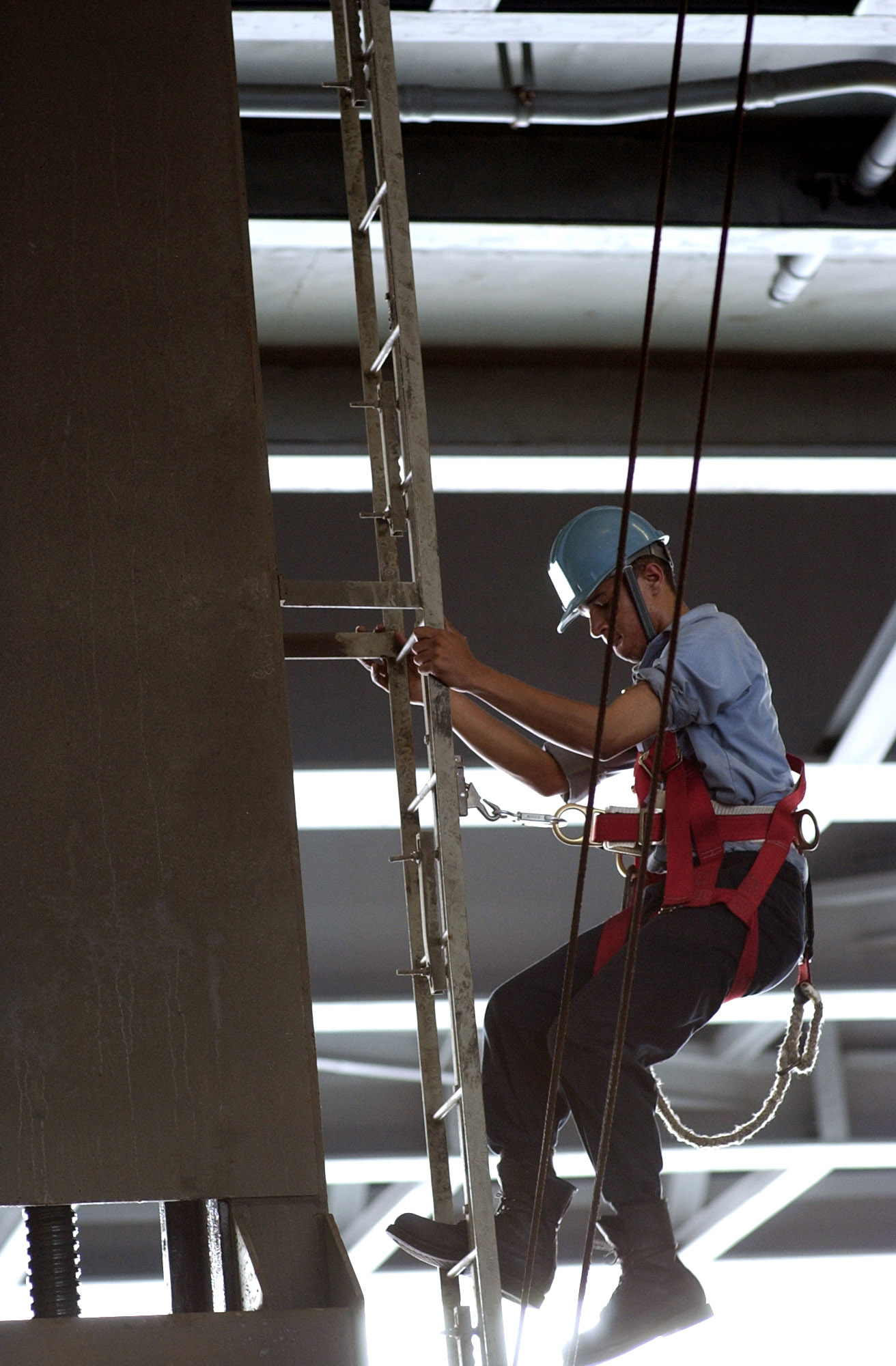
Работник, экипированный для работы на высоте.

## Общее описание

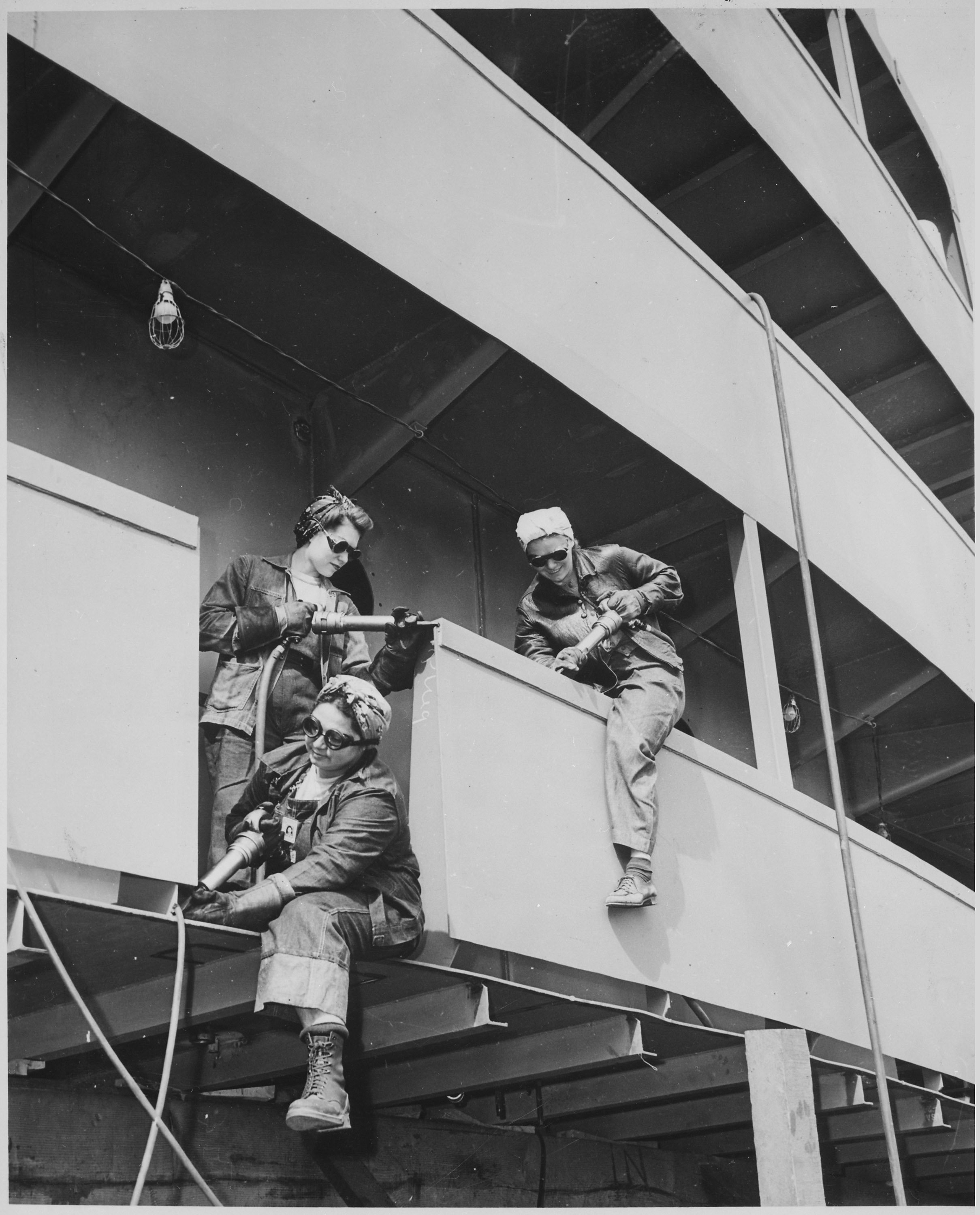
опасная работа на высоте без страховки 1942 год без соблюдения техники безопасности

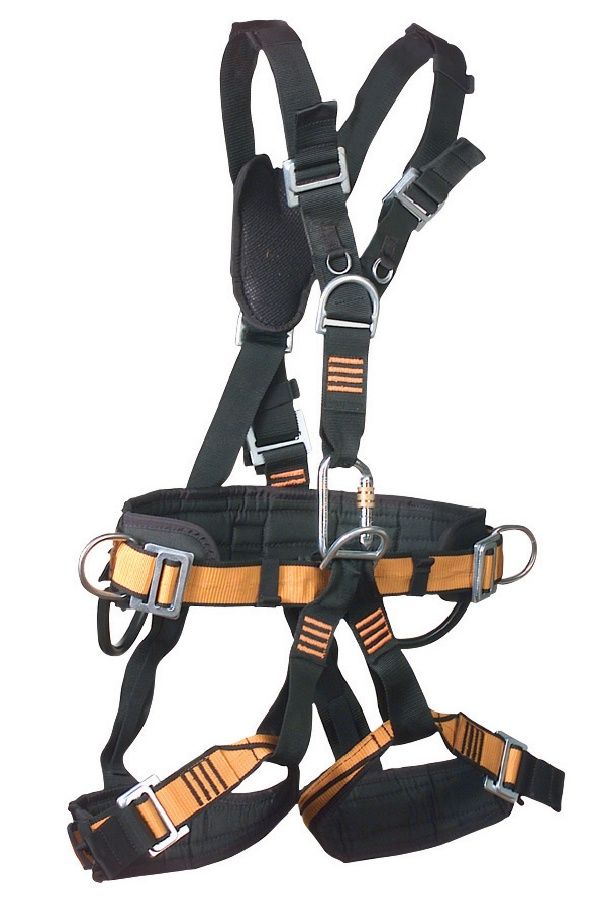
страховочный пояс для работы на высоте

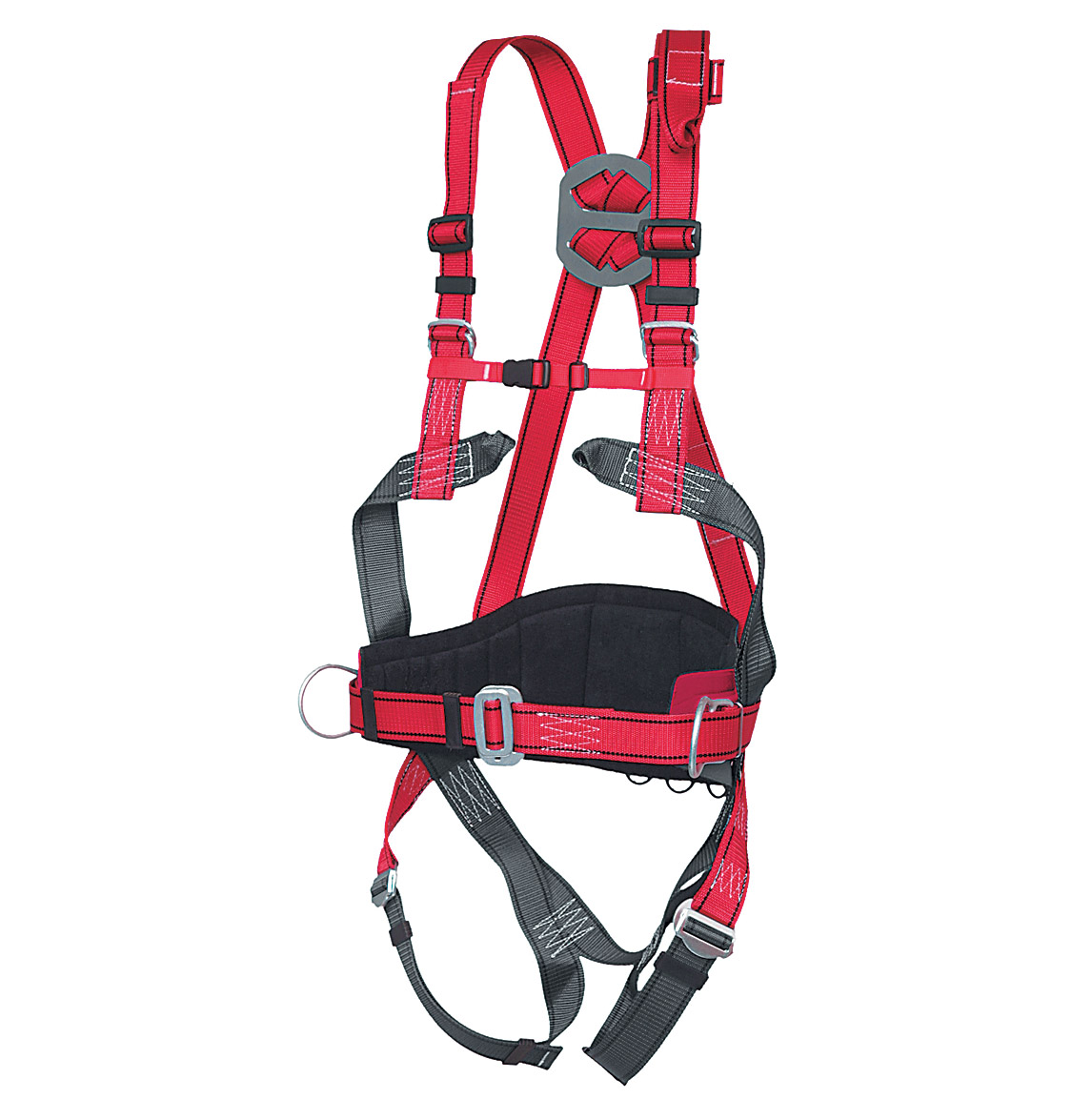
страховочный пояс для работы на высоте

К работам на высоте относятся работы, при которых:
а) присутствует вероятность падения работника с высоты 1.8 м и более, в том числе:
— при осуществлении работником подъёма на высоту более 5 м или спуска с высоты более 5 м по лестнице, угол наклона которой к горизонтальной поверхности составляет более 75°;
— при проведении работ на площадках на расстоянии ближе 2 м от не огражденных перепадов по высоте более 1,8 м, а также если высота защитного ограждения этих площадок менее 1,1 м.
б) существуют риски, связанные с возможным падением работника с высоты менее 1,8 м, если работа проводится над машинами или механизмами, поверхностью жидкости или сыпучих мелкодисперсных материалов, выступающими предметами."..
В зависимости от условий производства все работы на высоте делятся на:
а) работы на высоте с применением средств подмащивания (например леса, подмости, вышки, люльки, лестницы и другие средства подмащивания), а также работы, выполняемые на площадках с защитными ограждениями высотой 1,1 м и более;
б) работы без применения средств подмащивания, выполняемые на высоте 5 м и более, а также работы, выполняемые на расстоянии менее 2 м от неогражденных перепадов по высоте более 5 м на площадках при отсутствии защитных ограждений либо при высоте защитных ограждений, составляющей менее 1,1 м.".
Работы на высоте являются опасным видом работ, с производством которых связано большое количество несчастных случаев
. При производстве работ на высоте основными средствами, предохраняющим работника от падения, является страховочная система, состоящая из страховочной привязи и подсистемы, присоединяемой для страховки. Меры безопасности при проведении работ на высоте определяются правилами охраны труда.

## Опасные факторы

Работа на высоте с непристегнутым поясом над высоковольтным проводом

Опасным фактором работ на высоте является расположение рабочего места на высоте от земли, пола или другой поверхности и связанная с этим возможность падения работника с высоты или падения предметов на работника.

## Средства индивидуальной защиты

советский знак «Работать на высоте с привязанным ручным инструментом»

Применение средств индивидуальной защиты является основной частью процесса предотвращения и снижения профессиональных рисков специалистов, работающих на высоте.
Если существует риск падения с высоты и нет других средств предотвращения падения, следует использовать СИЗ.
При работе на высоте основным средством, предохраняющим работника от падения являются: ИСС . Для защиты головы работника применяются каски.На руках перчатки. Так же применяются защитные рабочие костюмы, обувь с защитным подноском. Все применяемые СИЗ должны иметь сертификаты качества, быть проверенным каждый день перед работой.
Во время работы на высоте большую роль играют средства коллективной защиты, например перила, сетки, подушки безопасности и т. д.